# 6e brigade de cavalerie (États-Unis)
La 6e brigade de cavalerie était une formation tactique de l'armée américaine qui a servi pendant la Seconde Guerre mondiale avant d'être dissoute après la fin de la Guerre froide.

## Formation
Le 15 août 1927, la 6e brigade de cavalerie a été constituée en tant que partie de la nouvelle 3e division de cavalerie (en),. Jusqu'en 1932, la brigade n'avait pas de quartier général et était affectée au VIIe Corps. La brigade était organisée comme suit, après sa formation : 
- 6e escadron de mitrailleuses, dissout en 1928
- Compagnie de quartier-général, dissoute en 1932

- 3e régiment de cavalerie
- 6e régiment de cavalerie

De 1928 à 1931, la brigade devient Regular Army Inactive (unité inactive de l'armée régulière) et maintient son entraînement par le biais d'une affiliation avec le 14e régiment de cavalerie de Fort Des Moines, Iowa. Le 1er mai 1932, la brigade est retirée du VIIe Corps puis affectée au IIIe Corps. Durant cette affectation au IIIe Corps, le régiment a été considéré comme « inactif »,.
En juillet 1933, la brigade était organisée avec du personnel de la réserve organisée (United Army Reserve). Le 1er juin 1936, la brigade a été retirée du IIIe Corps et réaffectée au VIIe Corps. En décembre 1939, la brigade était basée à Des Moines, Iowa. Cependant, la brigade est dissoute le 10 octobre 1940,.

### Dissolution
Au moment où la brigade a été dissoute, le quartier général et les Headquarters Troop étaient basées à Des Moines, Iowa. Le 3e régiment de cavalerie était quant à lui installé à Fort Myer en Virginie et le 6e régiment de cavalerie à Fort Oglethorpe, Géorgie.

## Historique

### La Seconde Guerre mondiale
Le 21 avril 1942, le 6th Tank Group est constitué au sein de l'Armée des États-Unis, gardant l'héritage de l'ancien 3e régiment de cavalerie. Le 23 avril, le groupe a été activé au Camp Bowie, au Texas. Le 1er février 1944, le groupe est renommé 6th Armored Group. Le groupe participe à la bataille de Normandie et à la campagne du nord-ouest de l'Europe qui a suivi, y compris la traversée du Rhin, la bataille des Ardennes et l'avancée en Allemagne de l'ouest. Le 22 octobre 1945, le groupe a été désactivé au Camp Myles Standish, Massachusetts, et dissous le 2 juillet 1952,.

### Guerre froide
Le 21 février 1975, la 6e brigade de cavalerie a été reconstituée à Fort Hood, au Texas, dans l'armée régulière, puis affectée au IIIe corps,. En 1989, la brigade a ajouté le suffixe «Air Combat». Son quartier général se situait à Fort Hood, Texas.
La 6e brigade était composée de cinq escadrons et de deux bataillons. Chacun des cinq escadrons étaient équipés de dix-huit Boeing AH-64 Apache, treize Bell OH-58C Kiowa et trois Sikorsky UH-60A Black Hawk. Le 6e escadron a été activé le 6 juin 1990. Le 7e escadron était une unité de réserve basée à Houston, Texas.
Le 2e bataillon du 58e régiment d'aviation était chargé du contrôle du trafic aérien et le 2e bataillon du 158e régiment d'aviation était équipée de trente-deux CH-47D.
Lorsqu'elle était basée à Fort Hood, la brigade disposait également d'un petit détachement de Pathfinder (en).
À l'automne 1990, deux unités subordonnées de la brigade (dont le 2e Bataillon du 158e régiment d'aviation) ont été déployées en Arabie saoudite. Ces unités ont participé à l'opération Bouclier du Désert (Desert Shield), puis à l'opération Tempête du Désert (Desert Storm),

### De nos jours
Le 16 juin 2005, la 6e brigade de cavalerie et la 17e brigade d'aviation sont devenus inactives et leurs éléments ont été fondus dans la brigade d'aviation de combat de la 2e Division d'Infanterie, mettant ainsi en sommeil leur lignée,.

## Héraldique

### Insigne d'unité distinctif

#### Description
Un dispositif en métal et émail de couleur argent de 1 5/16 pouces (3,33 cm) de hauteur hors tout composé d'un bouclier émaillé rouge avec une bordure en argent portant un cheval noir devant une étoile à six branches et surmontant un pentagone en argent, pointe en haut.

#### Symbolisme
Le cheval et l'étoile à six branches, symbole d'orientation et d'accomplissement, représentent l'origine historique et la grande tradition de la cavalerie.
Les six branches de l'étoile font en outre allusion à la désignation numérique de la Brigade. Le fond pentagonal, symbole de perfection, fait également référence aux cinq campagnes attribuées à l'organisation pour avoir servi en France et en Allemagne pendant la Seconde Guerre mondiale.

#### Fond
L'insigne a été approuvé le 21 février 1975.

### Insigne d'épaule

#### Description
Un bouclier en forme de radiateur de 2 5/16 pouces (5,87 cm) de largeur et 3 ¼ pouces (8,26 cm) de hauteur avec une bordure noire de 1/8 pouce (0,32 cm) autour d'un champ divisé en diagonale du coin supérieur droit au coin inférieur gauche avec du rouge écarlate au-dessus et blanc en dessous. Juste en dessous du centre deux sabres jaunes croisés avec des poignées à la base
L’insigne d'identification du service de combat est un dispositif en métal et émail de couleur argent de 2 pouces (5,08 cm) de hauteur composé d'un dessin similaire à l'insigne d'épaule.
Symbolisme
Les couleurs rouge et blanc sont les anciennes couleurs des fanions des unités de cavalerie et les sabres croisés sont adoptés à partir de l'ancien insigne de la division de cavalerie.
Fond
L'insigne a été approuvé le 21 février 1975 (numéro de dessin TIOH A-1-582).